# 東海林克彦
東海林 克彦（しょうじ かつひこ、1959年 - ）は、日本の農学者。博士（農学）（東京大学）。東洋大学副学長・教授。公益社団法人日本愛玩動物協会会長。日本造園学会賞受賞。山形県鶴岡市出身。

## 略歴
- 1959年、山形県鶴岡市に生まれる。
- 1977年、新潟大学農学部林学科に入学する。
- 1981年、同大学を卒業し、東京大学大学院農学系研究科修士課程に進む。
- 1983年、環境庁に入庁する。のちに自然環境局動物愛護管理室室長、同局生物多様性センター長、などを歴任する。
- 1996年、日本造園学会賞・研究論文部門研究奨励賞を受賞する。
- 1998年10月12日、東京大学より博士（農学）の学位を取得。学位論文の題は「自然環境アセスメントにおける評価基準の設定に関する研究」[1]。
- 2007年3月、環境省を退職し、東洋大学国際地域学部国際観光学科教授に就任する。
- 2012年12月、公益社団法人日本愛玩動物協会会長に就任する。
- 2019年、田村剛賞受賞。

## 著作物

### 著書
- 「改正動物愛護管理法Q＆A」大成出版

### 共著書
- 「自然環境アセスメント技術マニュアル」自然環境研究センター
- 「平成日本景観集一人の暮らしと国土の風景」ぎょうせい
- 「自然公園等における利用拠点の整備計画作成マニュアル」国立公園協会
- 「匠の里体験学習マニュアル - 総合的学習による「環境人」教育のすすめ -」里山文化研究センター

### 論文
- 「パブリックコメント制度に関する一考察」
- 「皇居外苑国民公園における利用空間の構造に関する研究」
- 「環境行政における動物の保護管理の考え方」（動物観研究会誌「動物観研究」NO'7に収録。）（2003年10月）
- 「動物愛護の対象となる動物の範囲に関する考察」（動物観研究会誌「動物観研究」NO'10に収録。）（2005年12月）

### 共著論文
- 「メッシュ標高モデルを用いた可視・不可視領域シミュレーションの再現性に関する調査」（1995年）
- 「学術研究及び環境アセスメントにおける景観解析手法の変遷とその比較に関する研究」（2002年）

### 博士論文
- 「自然環境アセスメントにおける評価基準の設定に関する研究」（1998年） 東京大学 乙第14018号